# 彡姓
彡或作彡姐、彡且、𢒉、𧴭、𧵏，是一個中國罕見姓氏，源自古代西羌的一支彡姐羌，現已融入漢族或回族。
《廣韻》爲“彡”只記載了兩個音，一個是所銜切，音同“衫”，今日南京官話讀shang1；一個是息廉切，音同“纖”，南京官話讀siän1。都沒有做姓的意思。但《廣韻》有“𧴭，蕃姓，亦作𧵏。失冉切”，音同“陝”，今日南京官話讀shang3。
《集韻》又爲“彡”多記載了一個做羌族姓的讀音纖琰切，通“𢒉”“𧴭”，音同“陝”，南京官話讀shang3。所以做姓時“彡”“𢒉”“𧴭”“𧵏”互爲異體字，老派標準官話中讀如“陝”是正音。
該姓氏作單字「彡」或合文「𢒉」時有兩種讀音：一讀shǎn，一讀xiǎn。《元和姓纂》以前者為正，《中華姓氏源流大辭典》以後者為正。因用字生僻，不易於書寫和輸入，該姓氏後人往往改取音近字，或根據前者改姓「陝」「閃」，或根據後者改姓「冼」「顯」。
現時山東省菏澤市牡丹區高莊村內尚有約200多名𢒉姓村民，但近年由於電腦缺字，在申請各項公共服務時造成不便，不少村民也無奈被迫改姓。